# 烏科山 (堯利區)
11°47′16″S 76°3′47″W / 11.78778°S 76.06306°W
烏科山（Uqhu），是秘魯的山峰，位於該國中部胡寧大區，由堯利省的堯利區負責管轄，屬於帕里亞卡卡山脈的一部分，海拔高度5,200米。